# Nordstrom
Nordstrom, Inc. è una catena statunitense di grandi magazzini di lusso con sede a Seattle, nello stato di Washington, fondata da John W. Nordstrom e Carl F. Wallin nel 1901.

## Storia

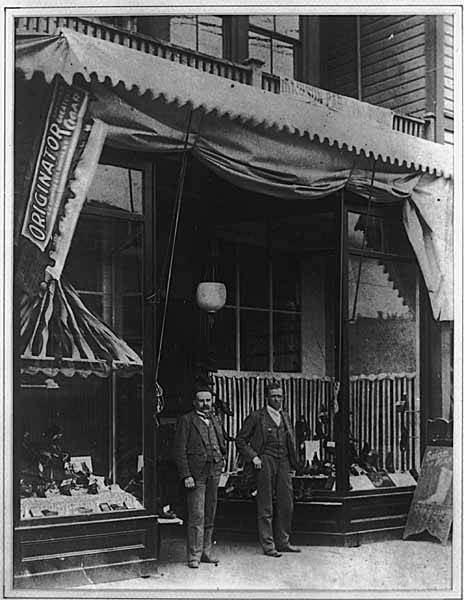
Wallin (a sinistra) e Nordstrom (a destra) davanti al loro primo negozio, al 318 Pike Street, Seattle, poco dopo l'apertura nel 1901.

John W. Nordstrom nacque il 15 febbraio 1871 nel villaggio di Alvik, vicino a Luleå, nel nord della Svezia. Nel 1887, emigrò negli Stati Uniti all'età di 16 anni. Il suo nome di nascita era Johan Wilhelm Nordström, che in seguito anglicizzò in John W. Nordstrom. Dopo essere sbarcato a New York, iniziò a lavorare nel Michigan e riuscì a risparmiare abbastanza denaro da acquistare una fattoria di 20 acri (circa 81.000 m²) a Arlington, nello stato di Washington.
Nel 1897, partecipò alla corsa all'oro del Klondike nel territorio dello Yukon, in Canada. Dopo due anni di ricerche, trovò finalmente l'oro, ma vendette il suo diritto minerario (oggetto di una disputa) per 13.000 dollari. Tornato a Seattle con la sua nuova ricchezza, nel 1900 sposò Hilda Carlson e iniziò a cercare un’opportunità imprenditoriale.

### Wallin & Nordstrom e Nordstrom Best
Nordstrom decise di aprire un negozio di scarpe nel 1901, chiamato Wallin & Nordstrom. Carl F. Wallin, cofondatore del negozio, era il proprietario della vicina bottega di riparazione scarpe. John e sua moglie Hilda ebbero cinque figli, tre dei quali avrebbero seguito il padre nell’attività di famiglia: Everett W. (1903), Elmer J. (1904) e Lloyd N. Nordstrom.
Nel 1928, John W. Nordstrom si ritirò e vendette le sue quote a due dei suoi figli, Everett ed Elmer. L’anno seguente, anche Wallin si ritirò, vendendo le sue quote agli stessi. L'inaugurazione ufficiale del negozio rinnovato in Second Avenue, nel 1930, segnò il cambio del nome in Nordstrom. Lloyd Nordstrom entrò in azienda nel 1933, e i tre fratelli gestirono l’attività insieme per quasi quarant’anni.
Entro il 1958, Nordstrom si era espansa fino a otto negozi in due stati, ma continuava a vendere esclusivamente scarpe. L’abbigliamento venne introdotto con l’acquisto di Best’s Apparel di Seattle nel 1963, e il nome dell’azienda venne cambiato in Nordstrom Best.

### Dopo il cambio di nome in Nordstrom
Nel 1971, l’azienda fu quotata in borsa sul Nasdaq, diventando una delle prime società a essere listata su quella che allora era una nuova piattaforma di scambio. Nel 1999, fu trasferita alla Borsa di New York (NYSE) con il simbolo JWN, in onore del fondatore John W. Nordstrom.
Nel 1974, l’attività dell’azienda andò oltre i negozi. Il 5 dicembre, la National Football League (NFL) annunciò la firma di un accordo per la creazione di una franchigia a Seattle, Washington. A rappresentare la famiglia come socio di maggioranza del consorzio fu Lloyd W. Nordstrom. Tuttavia, non ebbe mai occasione di assistere a una partita da proprietario, poiché morì d’infarto il 20 gennaio 1976, otto mesi prima che i neonati Seattle Seahawks debuttassero in campo. Dopo la sua morte, fu l’eredità di Nordstrom a supervisionare la squadra, con l’imprenditore Herman Sarkowsky nel ruolo di primo direttore operativo.
Nel 1975, Nordstrom si espanse in Alaska (l’unica espansione mai avvenuta tramite acquisizione) acquistando la Northern Commercial Company, e aprì anche il suo primo negozio outlet Nordstrom Rack a Seattle. All’epoca, Nordstrom era già un forte rivenditore regionale nel nord-ovest, con vendite che si avvicinavano ai 250 milioni di dollari, rendendola il terzo più grande rivenditore specializzato negli Stati Uniti. Nel 1978, aprì il suo primo negozio nella California del Sud, al South Coast Plaza di Costa Mesa. All’inizio degli anni ’90, Nordstrom contava 26 negozi più vari outlet Rack in California.
L'espansione si basò su un modello regionale decentralizzato, avviato tra la fine degli anni ’80 e la fine degli anni ’90. I primi insediamenti strategici furono Tysons Corner (Virginia, 1988), Oakbrook Center (Illinois, 1991), Dallas (1996) e Atlanta (1998), ognuno scelto per la sua rilevanza economica e geografica. Questa rete pose le basi per una presenza capillare e un modello operativo flessibile.
Ogni nuovo negozio in una regione fungeva da base per formazione, assunzioni e ulteriori aperture, solitamente supportato da un centro di distribuzione dedicato. Tra il 1978 e il 1995, Nordstrom aprì 46 grandi magazzini.
Nel 1976, Nordstrom lanciò una nuova catena chiamata Place Two, con l’obiettivo di vendere una selezione limitata di abbigliamento in mercati più piccoli. Entro il 1983, c’erano dieci negozi Place Two, ma i costi di aggiornamento (soprattutto dei sistemi) superarono i benefici, e la divisione venne chiusa. Gli ultimi due negozi Place Two chiusero il 1º aprile 1995.
Nell’agosto 1988, la famiglia Nordstrom vendette i Seattle Seahawks allo sviluppatore immobiliare Ken Behring e al suo socio Ken Hofmann per 80 milioni di dollari.
A partire dal 1995, la quarta generazione della famiglia (fratelli e cugini) ha ricoperto per un periodo il ruolo di co-presidenti. Nel 1997, John Whitacre fu nominato primo amministratore delegato non appartenente alla famiglia Nordstrom.

### Espansione

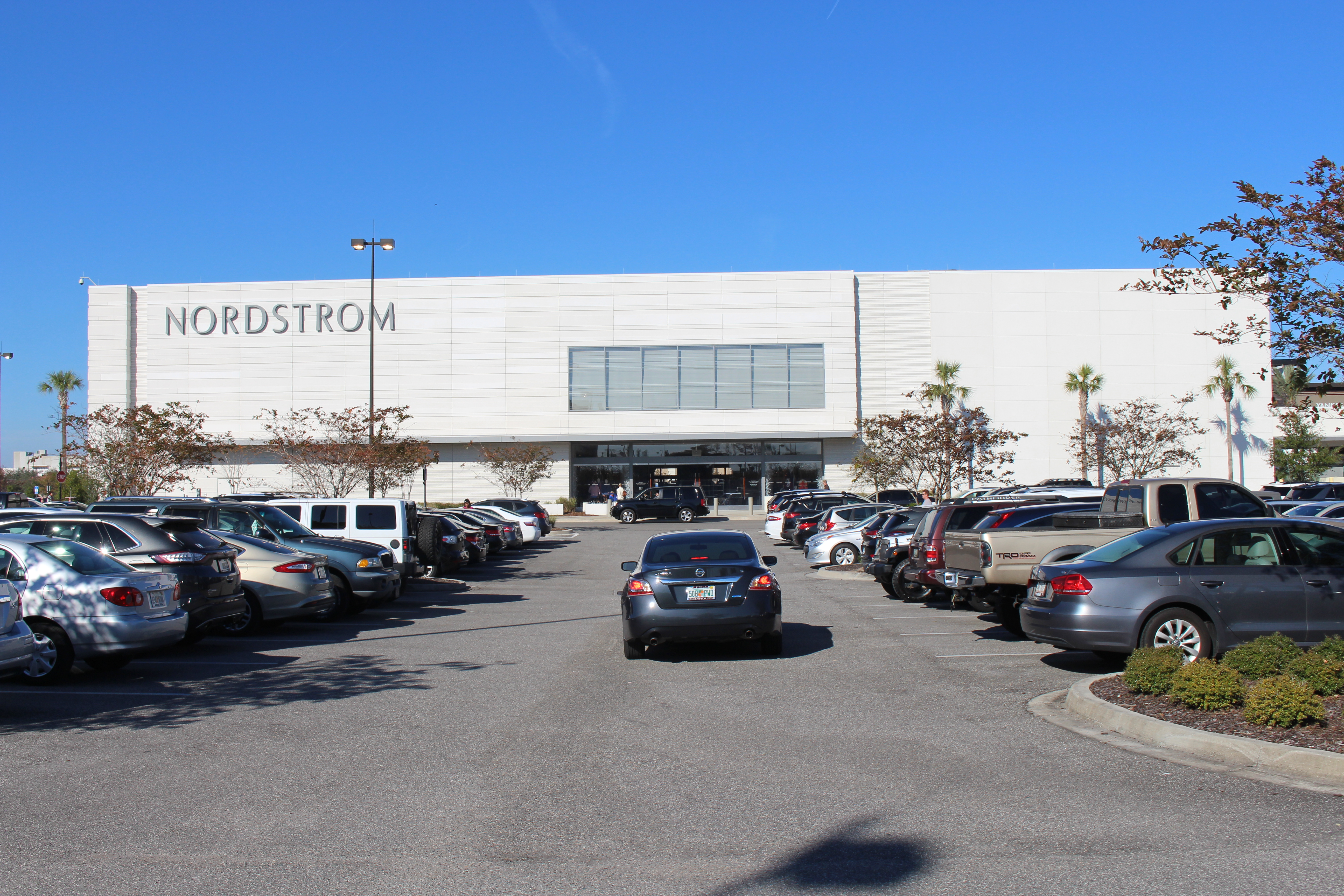
Esterno del negozio Nordstrom al St. Johns Town Center di Jacksonville, Florida.

Nel 2000, la famiglia Nordstrom riaffermò il proprio controllo sull’azienda: i figli di Bruce A. Nordstrom — Blake, Erik e Peter — assunsero ruoli dirigenziali, che mantennero negli anni successivi. Blake Nordstrom fu presidente unico dal 2000 al 2014, mentre Erik e Peter si unirono a lui come co-presidenti nel 2015.
Nel 2007, venne venduta la catena di boutique indipendenti Façonnable, pur continuando a offrire quel marchio nel proprio assortimento.
Nel febbraio 2011, venne annunciato l'acquisizione di HauteLook, rivenditore online con sede a Los Angeles specializzato in vendite flash di prodotti di marca. L’accordo prevedeva il pagamento di 180 milioni di dollari in azioni e un’ulteriore somma legata ai risultati finanziari dell’azienda nei successivi tre anni. Nello stesso anno venne aperto Treasure & Bond a SoHo (New York), un negozio più piccolo destinato a testare il mercato di fascia alta di New York.
Nel maggio 2015, Pete ed Erik Nordstrom si unirono a Blake nel ruolo di co-presidenti. Questa configurazione durò fino alla morte di Blake Nordstrom, il 2 gennaio 2019, a 58 anni. Era un dipendente di lunga data dell’azienda, dove aveva fatto carriera fino a diventare vicepresidente e poi co-presidente.
Nel 2016, Nordstrom intraprese nuove direzioni strategiche, puntando su collaborazioni innovative e sull’ampliamento dell’offerta di marchi. In quell’anno, siglò una partnership con Tesla Motors, dando il via all’apertura di showroom del produttore automobilistico all’interno di alcuni dei suoi principali punti vendita. Le prime location selezionate furono The Grove a Los Angeles, SouthPark Mall a Charlotte (North Carolina) e Somerset Collection a Troy, nel Michigan. Parallelamente, Nordstrom ampliò il proprio assortimento con nuovi marchi emergenti e collaborazioni esclusive, iniziando a vendere prodotti firmati J. Crew, Olivia Palermo + Chelsea28, Adore Me ed Eloquii.
Nel giugno 2017, la famiglia fondatrice di Nordstrom, che deteneva il 31,2% dell’azienda, annunciò l’intenzione di ritirarla dalla borsa, ma sospese il tentativo in ottobre, a causa delle difficoltà nel trovare finanziamenti. Gli istituti di credito chiedevano un interesse del 13%, circa il doppio rispetto al tasso normale per le aziende del settore retail.
Il 2 gennaio 2019, Blake Nordstrom morì improvvisamente all’età di 58 anni.
Il 3 marzo 2020, Erik Nordstrom è divenne amministratore delegato di Nordstrom. A fine settembre venne annunciato che, entro la fine del 2021, avrebbe interrotto la vendita di prodotti realizzati con pellicce o pelli esotiche, sia nei negozi fisici che online.
Il 23 dicembre 2024, Nordstrom annunciò l’intenzione di ritirarsi dalla Borsa, attraverso un’operazione del valore di 6,25 miliardi di dollari. Il piano prevede la vendita del 49,9% dell’azienda alla società messicana El Puerto de Liverpool (attiva nel settore dei grandi magazzini e immobiliare), mentre il restante 50,1% resterà sotto il controllo della famiglia Nordstrom.